# Протасово (Митищинський міський округ)
Прота́сово (рос. Протасово) — присілок у складі Митищинського міського округу Московської області, Росія.

## Населення
Населення — 145 осіб (2010; 133 у 2002).
Національний склад (станом на 2002 рік):
- росіяни — 87 %